# FC Rot-Weiß Erfurt
FC Rot-Weiß Erfurt is een Duitse voetbalclub uit Erfurt, Thüringen.

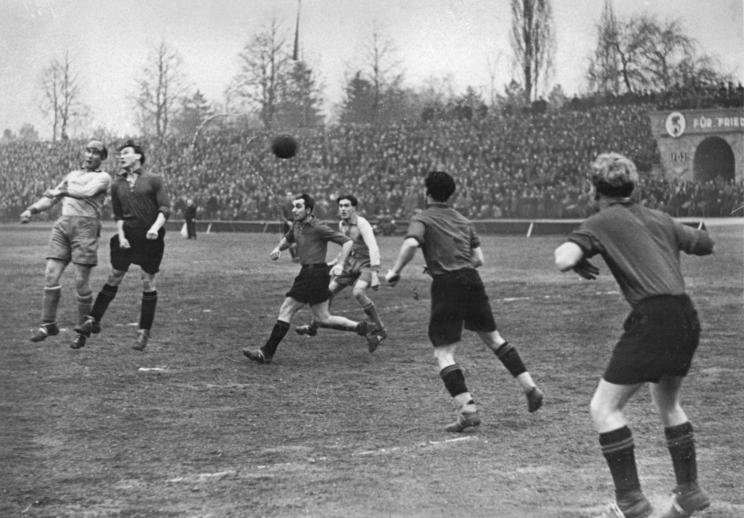
KWU Erfurt tegen Motor Dessau, 1951

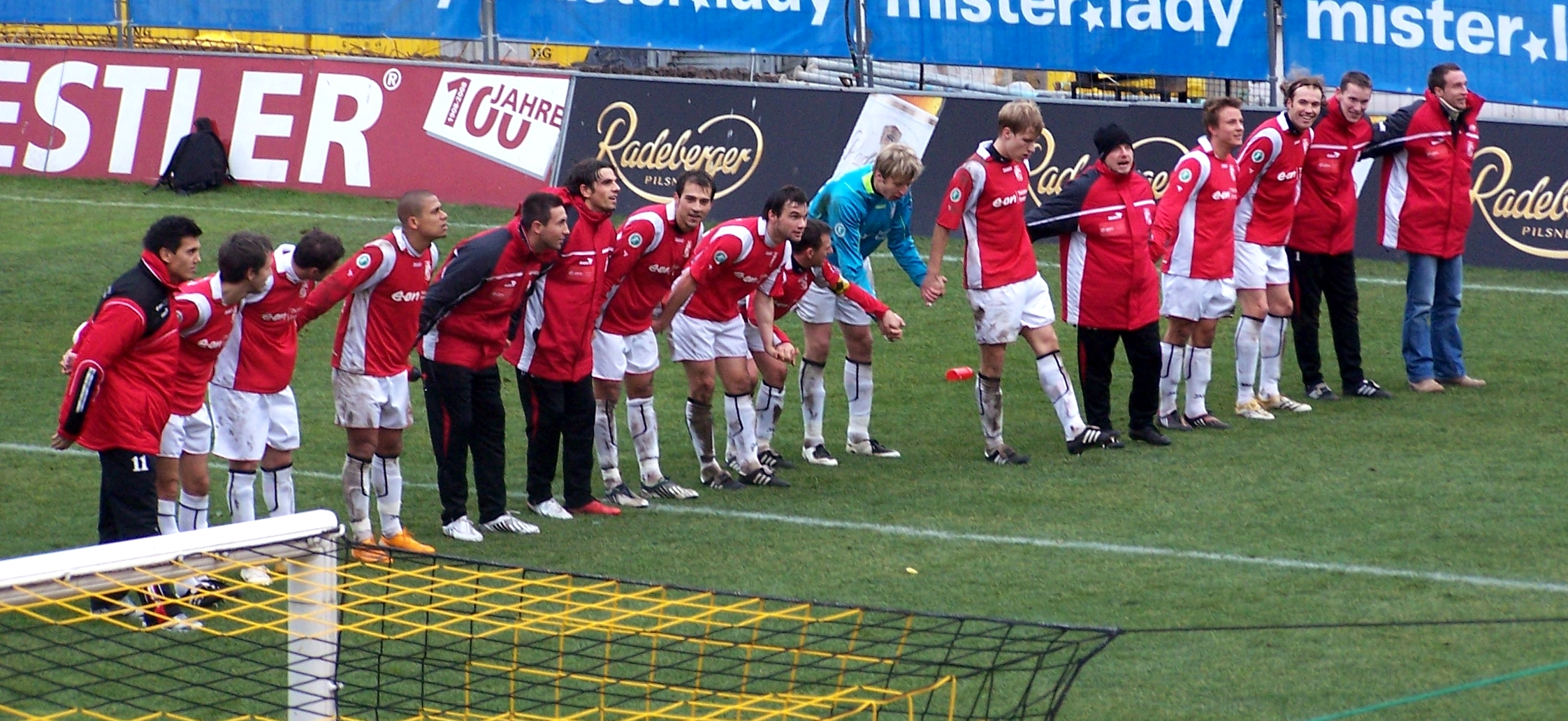
Team van 2008

## Voorgangers

### SC Erfurt 1895
Op 25 mei 1895 werd Cricket Club Erfurt opgericht die zijn naam een jaar later veranderde in SC Erfurt 1895. Deze club was in 1900 medestichter van de Duitse voetbalbond. In 1909 werd de club kampioen van Midden-Duitsland en plaatste zich toen voor de eindronde om de landstitel. De club speelde op vier seizoenen na tot 1945 steeds in de hoogste klasse.

### Turbine Erfurt
Na de Tweede Wereldoorlog werden alle Duitse voetbalclubs ontbonden. In tegenstelling tot de clubs in het latere West-Duitsland, mochten clubs in de Sovjet-bezettingszone niet heropgericht worden. Per stadsdeel kwam er een SG (Sportgemeinschaft) en vele spelers van het voormalige SC Erfurt 1895 sloten zich aan bij SG Erfurt West, dat in 1948 de naam SG Fortuna Erfurt aannam.
In 1949 werd de club kampioen van Thüringen en nam zo deel aan de eindronde om het Ostzonenmeisterschaft, na een 10:0 tegen SG Wismar-Süd en een 4:3 tegen SG Meerane verloor de club in de finale voor 50 000 toeschouwers tegen ZSG Union Halle met 1:4. Een jaar later was de club medestichter van de DDR-Oberliga. Zoals de meeste clubs in Oost-Duitsland werd de club omgevormd tot een BSG en als BSG KWU Erfurt werd de club vierde in het eerste seizoen van de Oberliga. Op 30 september 1950 stond de club in de finale van de Oost-Duitse beker (FDGB-Pokal) waar BSC Eisenhüttenwerk Thale de club met 4:0 versloeg. Een jaar later, intussen met de naam BSG Turbine, eindigde de club bovenaan de rangschikking samen met BSG Chemie Leipzig en had een beter doelsaldo, maar daar werd toen nog niet naar gekeken. Er kwam een testwedstrijd in Chemnitz voor 60 000 toeschouwers, maar ook nu kon Erfurt de finale niet winnen en ging met 0:2 de boot in.
Na twee plaatsen in de middenmoot werd de club in 1953/54 voor het eerst landskampioen. In 1955 werd het sportclub-systeem ingevoerd in Oost-Duitsland, om de prestaties te verbeteren en als SC Turbine Erfurt kon de club de titel verlengen. De volgende jaren telde de club niet meer mee in de rangschikking en in 1959 volgde zelfs een degradatie. Na één seizoen promoveerde de club weer en kon het nu drie seizoenen volhouden. Ook nu kon de club na één seizoen weer promotie afdwingen.

## FC Rot-Weiß Erfurt

### DDR-Oberliga
In 1965 werd in Oost-Duitsland besloten om de voetbalafdelingen van tien sportclubs zelfstandig te maken om zo de prestaties nog te verbeteren. Zo ontstonden er tien FC's. Uit SC Turbine Erfurt ontstond zo op 26 januari 1966 FC Rot-Weiß Erfurt. De club degradeerde meteen uit de Oberliga, maar net als voorganger Turbine kon de club de afwezigheid tot één jaar beperken. Na drie plaatsen in de middenmoot volgde een nieuwe degradatie in 1970/71, maar ook nu kon de club meteen terugkeren en werd nu zelfs een vaste waarde in de DDR-Oberliga, al was dit meestal in de middenmoot.
In 1980 stond de club na 30 jaar nog eens in de finale van de beker en stond tot op 10 minuten voor het einde voor tegen FC Carl Zeiss Jena, op dat moment maakte Jürgen Raab de gelijkmaker en volgde er een verlenging waarin Jena nog 2 keer scoorde. In het seizoen 1982/83 werd de club 5de en kon toen niet Europees spelen omdat het doelsaldo (dat toen van belang was) van Lokomotive Leipzig beter was. De club haalde enkel de Intertoto Cup, maar kon daar wel winnen van Fortuna Düsseldorf en FC Twente.
Het succesvolste seizoen in de DDR-Oberliga was het allerlaatste. De club begon het seizoen zonder verwachtingen en eindigde op een derde plaats. Door de Duitse hereniging hield de DDR-Oberliga op te bestaan, echter mocht enkel de top twee aantreden in de Bundesliga. Plaats drie betekende wel directe kwalificatie voor de 2. Bundesliga en deelname aan de UEFA Cup, toen de ploeg onder leiding stond van de Kroatische trainer Josip Kuže. In de Europese clubcompetitie versloeg FC Rot-Weiß Erfurt in de eerste ronde FC Groningen. In de tweede ronde werd ook een Nederlandse ploeg geloot, maar Ajax Amsterdam was een maat te groot voor de club en het enige Europese avontuur eindigde in de 2de ronde. In de 2. Bundesliga kon de club helemaal niet mee aan en werd laatste, een degradatie naar de Oberliga volgde.

## 1992-2003
Voor het eerst belandde de club in de derde klasse. De eerste 2 seizoenen in de 3de klasse miste de club net kans op promotie, met slechts 2 punten achterstand op Sachsen Leipzig werd de club in het 1ste seizoen 3de. Het volgende jaar eindigde de club 2de achter FSV Zwickau. Erfurt werd in 30 wedstrijden geen enkele keer verslagen en plaatste zich zo moeiteloos voor de Regionalliga, die nu de derde klasse werd. 
In 1997 had de club te kampen met financiële moeilijkheden. Na het seizoen 2000 werd de Regionalliga van 4 naar 2 klassen herleidt. Erfurt eindigde 7de en maakte kans op de laatste plaats in de Regionalliga en moest 2 testmatchen spelen tegen FC Schönberg 95 uit de Oberliga, de heenwedstrijd werd met 1:0 verloren maar de terugwedstrijd met 4:1 gewonnen. Het volgende jaar eindigde de club op een degradatieplaats (15de) maar werd gered omdat SSV Ulm geen licentie kreeg. De volgende 2 seizoenen was de club telkens titelkandidaat voor de start van het seizoen en haalde dure spelers maar kon de ambities niet waarmaken en eindigde in de middenmoot.

## 2003-heden
In het seizoen 2003/2004 werd René Müller trainer en hij bracht de club na 12 jaar terug naar de 2. Bundesliga. Daar kon de club het echter opnieuw niet waarmaken en degradeerde opnieuw. Na drie seizoenen Regionalliga kwalificeerde de club zich voor de nieuwe 3. Liga, die de derde profklasse werd. Na twee plaatsen in de middenmoot eindigde de club twee keer vijfde, maar in 2012/13 werd de club slechts dertiende. Ook de volgende jaren modderde de club maar wat aan en ging in 2018 zelfs failliet waardoor de club na tien jaar uit de 3. Liga verdween. Het was de enige club die sinds 2008 alle seizoenen in de 3. Liga gespeeld had.
Eind augustus 2019 werd de licentieafdeling en de A-jeugd afgescheiden van de moedervereniging en ondergebracht in de FC Rot-Weiß Erfurt Fußball GmbH. Er werd een compleet nieuw elftal geformeerd. Doelstelling is om met hulp van nieuwe sponsoren zo snel als mogelijk is weer naar de 3. Liga te promoveren.
Op 4 februari 2020 staakte de club vanwege financiële problemen de activiteiten en trok zich terug uit de competitie.

## Erelijst
- Landskampioen Oost-Duitsland

1954, 1955
- FDGB-Pokal

Finalist: 1950, 1980
- UEFA Cup

1991/92 - 2de ronde

## Naamsveranderingen
- 1895 : Opgericht SC Erfurt
- 1946 : heroprichting als SG Erfurt-West
- 1948 : SG Fortuna Erfurt
- 1949 : BSG KWU Erfurt
- 1950 : BSG Turbine Erfurt
- 1955 : SC Turbine Erfurt
- 1966 : FC Rot-Weiss Erfurt

## Eindklasseringen vanaf 1964 (grafiek)
- 1964 14e
DDR-Oberliga
- 1965 1e
DDR-Liga
- 1966 13e
DDR-Oberliga
- 1967 1e
DDR-Liga
- 1968 9e
DDR-Oberliga
- 1969 8e
DDR-Oberliga
- 1970 9e
DDR-Oberliga
- 1971 13e
DDR-Oberliga
- 1972 1e
DDR-Liga
- 1973 12e
DDR-Oberliga
- 1974 12e
DDR-Oberliga
- 1975 9e
DDR-Oberliga
- 1976 7e
DDR-Oberliga
- 1977 6e
DDR-Oberliga
- 1978 9e
DDR-Oberliga
- 1979 7e
DDR-Oberliga
- 1980 12e
DDR-Oberliga
- 1981 7e
DDR-Oberliga
- 1982 7e
DDR-Oberliga
- 1983 5e
DDR-Oberliga
- 1984 7e
DDR-Oberliga
- 1985 6e
DDR-Oberliga
- 1986 10e
DDR-Oberliga
- 1987 7e
DDR-Oberliga
- 1988 12e
DDR-Oberliga
- 1989 12e
DDR-Oberliga
- 1990 11e
DDR-Oberliga
- 1991 3e
DDR-Oberliga
- 1992 12e
2. Bundesliga
- 1993 3e
Oberliga
- 1994 2e
Oberliga
- 1995 5e
Regionalliga
- 1996 7e
Regionalliga
- 1997 3e
Regionalliga
- 1998 5e
Regionalliga
- 1999 10e
Regionalliga
- 2000 7e
Regionalliga
- 2001 15e
Regionalliga
- 2002 5e
Regionalliga
- 2003 9e
Regionalliga
- 2004 2e
Regionalliga
- 2005 15e
2. Bundesliga
- 2006 14e
Regionalliga
- 2007 11e
Regionalliga
- 2008 7e
Regionalliga
- 2009 10e
3. Liga
- 2010 9e
3. Liga
- 2011 5e
3. Liga
- 2012 5e
3. Liga
- 2013 13e
3. Liga
- 2014 10e
3. Liga
- 2015 12e
3. Liga
- 2016 8e
3. Liga
- 2017 14e
3. Liga
- 2018 20e
3. Liga
- 2019 5e
Regionalliga
- 2020 18e
Regionalliga
- 2021 3e
Oberliga
- 2022 1e
Oberliga
- 2023 3e
Regionalliga
- 2024 13e
Regionalliga
- 2025 3e
Regionalliga

- Niveau 1 (DDR)
- Niveau 2 (DDR)
- Niveau 2
- Niveau 3
- Niveau 4
- Niveau 5

| Legenda niveautijdlijn | Legenda niveautijdlijn      | Legenda niveautijdlijn      | Legenda niveautijdlijn      | Legenda niveautijdlijn    | Legenda niveautijdlijn |
| Liga                   | Seizoen 1963/64 t/m 1973/74 | Seizoen 1974/75 t/m 1993/94 | Seizoen 1994/95 t/m 2007/08 | Seizoen 2008/09 tot heden | Opmerking              |
| ---------------------- | --------------------------- | --------------------------- | --------------------------- | ------------------------- | ---------------------- |
| Bundesliga             | Niveau I                    | Niveau I                    | Niveau I                    | Niveau I                  |                        |
| 2. Bundesliga          | --                          | Niveau II                   | Niveau II                   | Niveau II                 |                        |
| 3. Liga                | --                          | --                          | --                          | Niveau III                |                        |
| Regionalliga           | Niveau II                   | --                          | Niveau III                  | Niveau IV                 |                        |
| Oberliga               | --                          | Niveau III *                | Niveau IV                   | Niveau V                  | * vanaf 1978/79        |

## Eindklasseringen
| Seizoen | Divisie              | №  | Duels | Winst | Gelijk | Verlies | Doelsaldo | Punten |
| ------- | -------------------- | -- | ----- | ----- | ------ | ------- | --------- | ------ |
| 1976–77 | DDR-Oberliga         | 6  | 26    | 8     | 9      | 9       | 27–35     | 25     |
| 1977–78 | DDR-Oberliga         | 9  | 26    | 7     | 9      | 10      | 23–35     | 23     |
| 1978–79 | DDR-Oberliga         | 7  | 26    | 9     | 6      | 11      | 37–46     | 24     |
| 1979–80 | DDR-Oberliga         | 12 | 26    | 6     | 6      | 14      | 33–38     | 18     |
| 1980–81 | DDR-Oberliga         | 7  | 26    | 10    | 7      | 9       | 37–49     | 27     |
| 1981–82 | DDR-Oberliga         | 7  | 26    | 10    | 8      | 8       | 55–44     | 28     |
| 1982–83 | DDR-Oberliga         | 5  | 26    | 11    | 9      | 6       | 45–37     | 31     |
| 1983–84 | DDR-Oberliga         | 7  | 26    | 10    | 8      | 8       | 36–39     | 28     |
| 1984–85 | DDR-Oberliga         | 6  | 26    | 10    | 10     | 6       | 47–39     | 30     |
| 1985–86 | DDR-Oberliga         | 10 | 26    | 6     | 12     | 8       | 41–34     | 24     |
| 1986–87 | DDR-Oberliga         | 7  | 26    | 7     | 10     | 9       | 33–33     | 24     |
| 1987–88 | DDR-Oberliga         | 12 | 26    | 8     | 5      | 13      | 40–49     | 21     |
| 1988–89 | DDR-Oberliga         | 12 | 26    | 9     | 3      | 14      | 27–39     | 21     |
| 1989–90 | DDR-Oberliga         | 11 | 26    | 5     | 9      | 12      | 29–40     | 19     |
| 1990–91 | DDR-Oberliga         | 3  | 26    | 11    | 9      | 6       | 30–26     | 31     |
| 2016–17 | 3. Liga              | 14 | 38    | 12    | 11     | 15      | 34–47     | 47     |
| 2017–18 | 3. Liga              | 20 | 38    | 5     | 8      | 25      | 26-78     | 13     |
| 2018-19 | Regionalliga Nordost | 5  | 34    | 15    | 9      | 10      | 57-42     | 54     |
| 2019-20 | Regionalliga Nordost | 18 | 0     | 0     | 0      | 0       | 0-0       | 0      |
| 2020-21 | Oberliga Nordost-Süd | 3  | 10    | 6     | 2      | 2       | 17-7      | 20     |
| 2021-22 | Oberliga Nordost-Süd | 1  | 29    | 25    | 3      | 1       | 103-16    | 78     |
| 2022-23 | Regionalliga Nordost | 3  | 34    | 18    | 9      | 7       | 63-32     | 62     |
| 2023-24 | Regionalliga Nordost | 13 | 34    | 9     | 12     | 13      | 53-56     | 39     |
| 2024-25 | Regionalliga Nordost | 3  | 34    | 17    | 9      | 8       | 60-43     | 60     |

## Rot-Weiß in Europa
#R = #ronde, T/U = Thuis/Uit, W = Wedstrijd, PUC = punten UEFA coëfficiënten .
Uitslagen vanuit gezichtspunt Rot-Weiß Erfurt
| Seizoen                                                    | Competitie | Ronde | Land               | Club           | Totaalscore | 1e W    | 2e W    | PUC |
| ---------------------------------------------------------- | ---------- | ----- | ------------------ | -------------- | ----------- | ------- | ------- | --- |
| 1991/92                                                    | UEFA Cup   | 1R    | Vlag van Nederland | FC Groningen   | 2-0         | 1-0 (U) | 1-0 (T) | 4.0 |
|                                                            |            | 2R    | Vlag van Nederland | Ajax Amsterdam | 1-5         | 1-2 (T) | 0-3 (U) | 4.0 |
| Totaal aantal behaalde punten voor UEFA coëfficiënten: 4.0 |            |       |                    |                |             |         |         |     |

Zie ook
- Deelnemers UEFA-toernooien Oost-Duitsland
- Ranglijst van alle clubs die in de diverse Europa Cups zijn uitgekomen